# مادی واترز
مک کینلی مورگانفیلد (به انگلیسی: McKinley Morganfield) (زادهٔ ۴ آوریل ۱۹۱۳-درگذشتهٔ ۳۰ آوریل ۱۹۸۳) موسیقی‌دان بلوز اهل آمریکا بود.
از واترز به‌عنوان «پدر شیکاگو بلوز» یاد می‌کنند. او پدر واقعی هنرمند دیگر بلوز بیگ بیل مورگان‌فیلد هم هست. نشریهٔ رولینگ استون در «رده‌بندی ۱۰۰ هنرمند برتر همهٔ دوران» جایگاه هفدهم را به واترز اختصاص داده‌است.